# Principe (île)
Pour les articles homonymes, voir Principe.
Principe, aussi appelée île du Prince sous une forme peu usitée, en portugais Príncipe ou Ilha do Príncipe, est une île d'Afrique formant avec l'île de São Tomé la République de Sao Tomé-et-Principe. Elle constitue à titre principal une province et le district de Pagué de ce pays.
Elle est située dans le golfe de Guinée, à 350 kilomètres des côtes du Gabon. Sa ville principale est Santo António qui en est aussi le chef-lieu administratif.

## Géographie
Principe n'est pas visible depuis les côtes continentales africaines mais elle l'est par temps clair depuis celles de l'île de Sao Tomé située au sud-ouest.

## Histoire

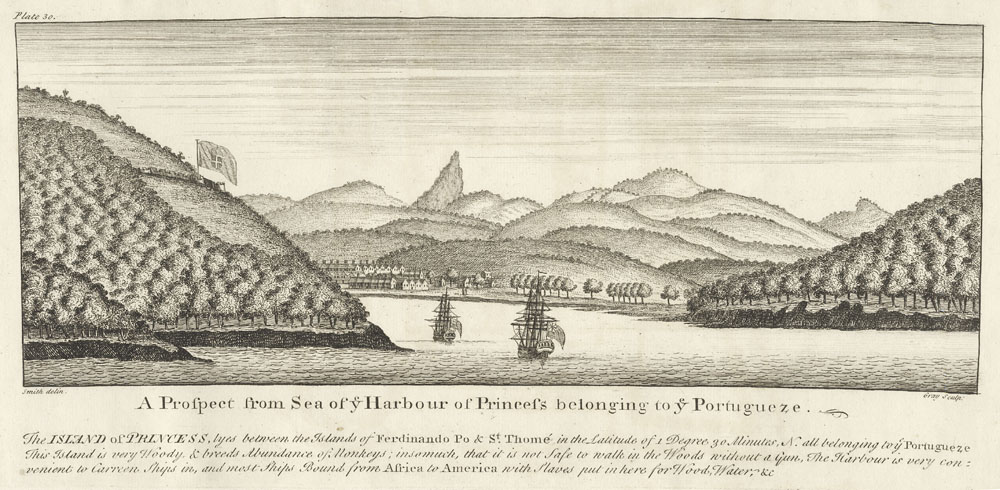
Dessin de la côte de Principe en 1727.

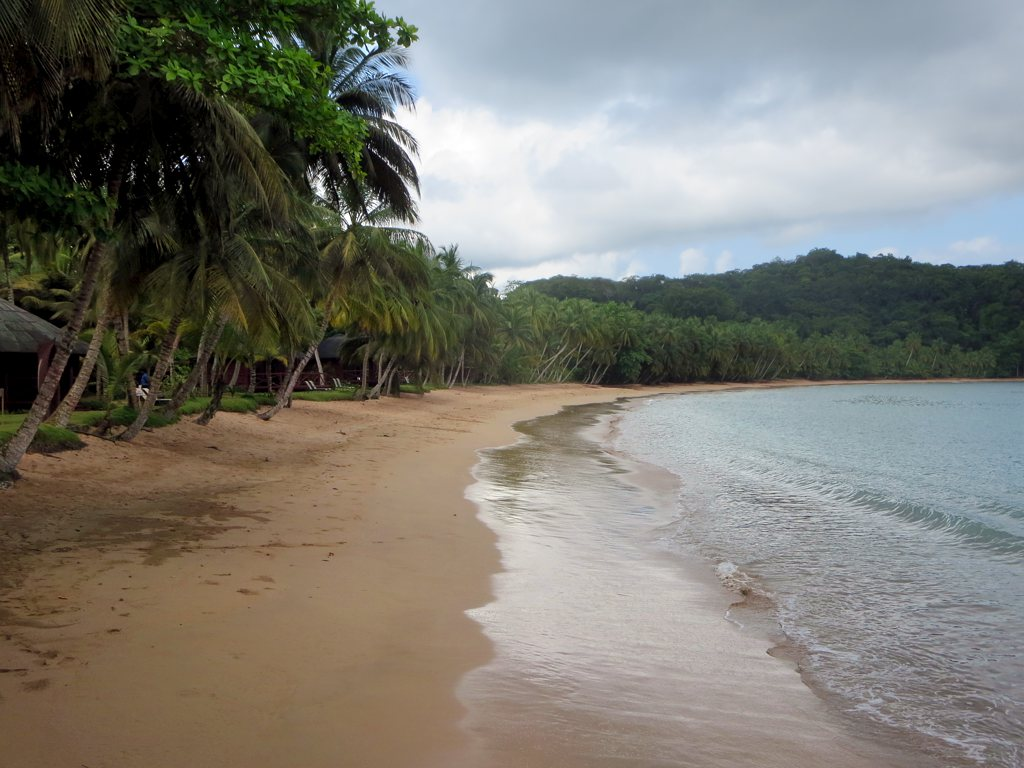
Une plage de Principe.

L'île est découverte en 1471 par des navigateurs portugais. Elle est alors déserte et se peuple en plusieurs vagues. Il s'agit initialement d'une escale pour les navires en route vers l'Asie via le cap de Bonne-Espérance tout au sud de l'Afrique. Au XVIIe siècle elle devient une étape de la traite négrière. Du métissage se crée entre des colons blancs et des esclaves noirs.
En 1689 le religieux Jean-Baptiste Gaby la décrit comme suit, dans sa relation d'un voyage qu'il a fait en Nigritie :

« [Elle] est éloignée de Saint-Thomée que de trente lieues, d'où on la voit par temps clair, malgré son éloignement. Quoi que peut-être un peu moins fertile que Saint-Thomée, c'est une bonne relâche, & l'air y est moins mal-sain. L'on y trouve quelques blancs & par cette raison plus de sûreté parce que les principaux habitants en sont moins canailles. Ils vivent comme eux, & font le même commerce. »

L'île se couvre de plantations de canne à sucre, de café puis de cacao. 
La métisse Maria Correia est une figure célèbre de l'île au XVIIIe siècle, née d’un officier brésilien et d'une mulâtresse puis mariée à un riche planteur qui meurt assez vite. Elle se remarie mais son nouveau conjoint décède à son tour. Elle devient alors l'une des plus riches propriétaires de Principe. Elle est connue pour avoir trompé la vigilance des navires anglais qui traquaient les navires négriers, invitant leurs officiers à dîner pendant que ses hommes libéraient les esclaves à un autre endroit de l'île. En 1869 l'esclavage est aboli à son tour par le Portugal, la main d'œuvre étant remplacée par  des travailleurs d'autres colonies de l'empire lusophone, d'Angola ou du Cap-Vert actuels. Au début du XXe siècle Principe est devenue l'un des premiers producteurs mondiaux de cacao acclimaté en provenance de son Amérique originelle. Elle compte par ailleurs un chemin de fer pour transporter la marchandise entre les plantations, les roça. Avec l'indépendance de l'État-archipel Sao Tomé-et-Principe en 1975 les propriétaires portugais quittent l'île. Le nouveau régime marxiste-léniniste nationalise les plantations, qui périclitent au point d'être parfois recouvertes par la luxuriante végétation.
Vivant en quasi-autarcie, avec de très rares voitures, la population vit de la pêche et de cultures. San Antonio est la seule ville de l'île. En 2011 le millionnaire sud-africain Mark Shuttleworth décide d'investir dans l'île en partenariat avec le président du gouvernement régional José Cassandra. L'homme d'affaires investit dans des infrastructures, rallonge la piste d'aviation, construit une centrale électrique (il y avait peu d'électricité jusque-là), introduit Internet, développe le secteur hôtelier et finance des écoles primaires. Sa société "Here Be Dragons" ("HBD") devient l'un des principaux employeurs de Principe. En 2012 l'intégralité de l'île est classée comme réserve de biosphère par l'UNESCO ce qui implique des règles drastiques de respect de l'environnement.

## Démographie
Comme São Tomé plus au sud, il s'agit d'une île lusophone ancienne colonie portugaise. On y parle encore le principense, un créole à base de portugais.

## Politique

Drapeau de Principe.

Principe possède son gouvernement régional, établi pour la première fois en 1995 et présidé par Filipe Nascimento depuis 2020.

## Personnalités nées sur l'île
- Mário Domingues, écrivain, journaliste, traducteur, historien.